# Famille de Flesselles
Cette page explique l’histoire ou répertorie les différents membres de la famille de Flesselles.
Flesselles (ou Flécelles, Fléchelles ou encore Fléxelles) est le patronyme d'une ancienne famille de la noblesse française originaire de la terre de Flesselles en Amiénois.

## Membres
- Philippe de Flesselles (fl. 1567), chanoine de l'Église de Paris. Grand-oncle du suivant.
- Philippe de Flesselles (†1561), médecin ordinaire des rois François Ier et Henri II. Écuyer seigneur de La Queue, Haute Fontaine et Plessis. Père du suivant. 
  - Gabriel de Flesselles (1562-1611), consul des marchands puis échevin de Paris (1605-1607). Père du suivant. 
    - Jacques de Flesselles (fl. 1609-1627), conseiller du roi, auditeur en sa chambre des comptes, trésorier général des Ponts et Chaussées de France.
    - Jean de Flesselles (†1649), chevalier, vicomte de Corbeil en Brie, seigneur de Flesselles, Brégy, Plessis-du-Bois, de Malmaison etc. Conseiller d'Etat, secrétaire du Conseil d'Etat, président de la Chambre des comptes de Paris en 1626. 
      - Nicolas de Flécelles (sv) (1615-1689), chevalier, vicomte de Corbeil en Brie, seigneur de Flesselles etc., qualifié de Haut & Puissant Seigneur et comte de Brégy, conseiller du roi en ses conseils d'Etat&Privé, lieutenant-général des armées du roi (1655), conseiller d'État-d'Épée (1644), ambassadeur de France en Pologne, en Hollande, en Suède, en Transylvanie et en Courlande. Il épousa Charlotte de Saumaize de Çhazan, dame d'honneur de la reine Anne d'Autriche, dont les suivants Léonor et Jean-Baptiste.
        - Léonor de Flecelles (1644-1712), chevalier puis marquis de Brégy, baron de Sainte-Sévère en Berry, capitaine d'une compagnie de cent hommes (1665) puis aide-de-camp des armées du roi (1672). Chevalier d'honneur au présidial de Crespy (1693).
        - Jean-Baptiste de Flesselles (1642-1718), dit le comte de Brégy, chevalier, vicomte de Corbeil. Père du suivant.
          - Germain-Christophe de Flesselles (1697-1762), chevalier, dit le marquis de Brégy, baron de Sevére etc., mousquetaire, Mestre de camp de cavalerie (1719), chevalier de Saint-Louis (1735). Mort sans enfants, avec lui s'éteint la branche des marquis de Brégy.

  - Jean de Flesselles, époux (1581)  d'Antoinette Brice, frère du précédent Gabriel (1562-1611) et père du suivant. 
    - Jacques de Flesselles (†1722), consul et échevin d'Amiens. Père du suivant.
      - Jacques de Flesselles, banquier, intéressé dans les affaires du roi, trésorier-receveur et payeur des gages des officiers de la Chancellerie près le Parlement de Rouen puis conseiller du roi (1735-1758), seigneur de Champgueffier, La Chapelle-Iger, Veaux-sous-Vallière, Châteaufort etc. Père des suivants.
        - Jacques de Flesselles (1730-1789), chevalier[1], conseiller d'Etat et dernier prévôt des marchands de Paris, assassiné place de Grève le 14 juillet 1789.
        - Jacqueline de Flesselles, épouse (1755) du chevalier Louis-Guillaume de Blair (1716-1778), intendant d'Alsace et conseiller d'État.

## Galerie

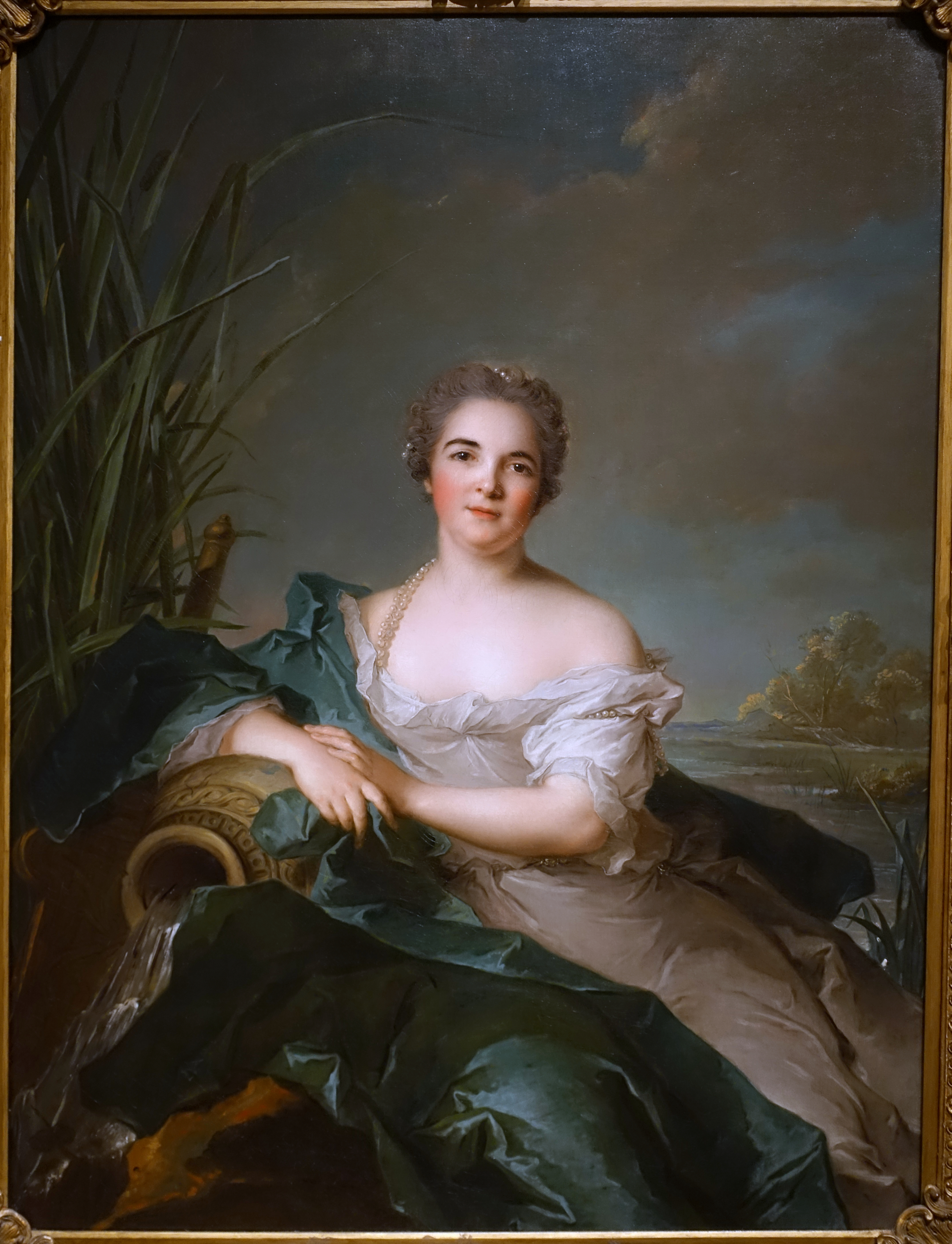
Madame de Flesselles née Robinet, mère du suivant, par Jean-Marc Nattier (1747), Princeton University Art Museum.
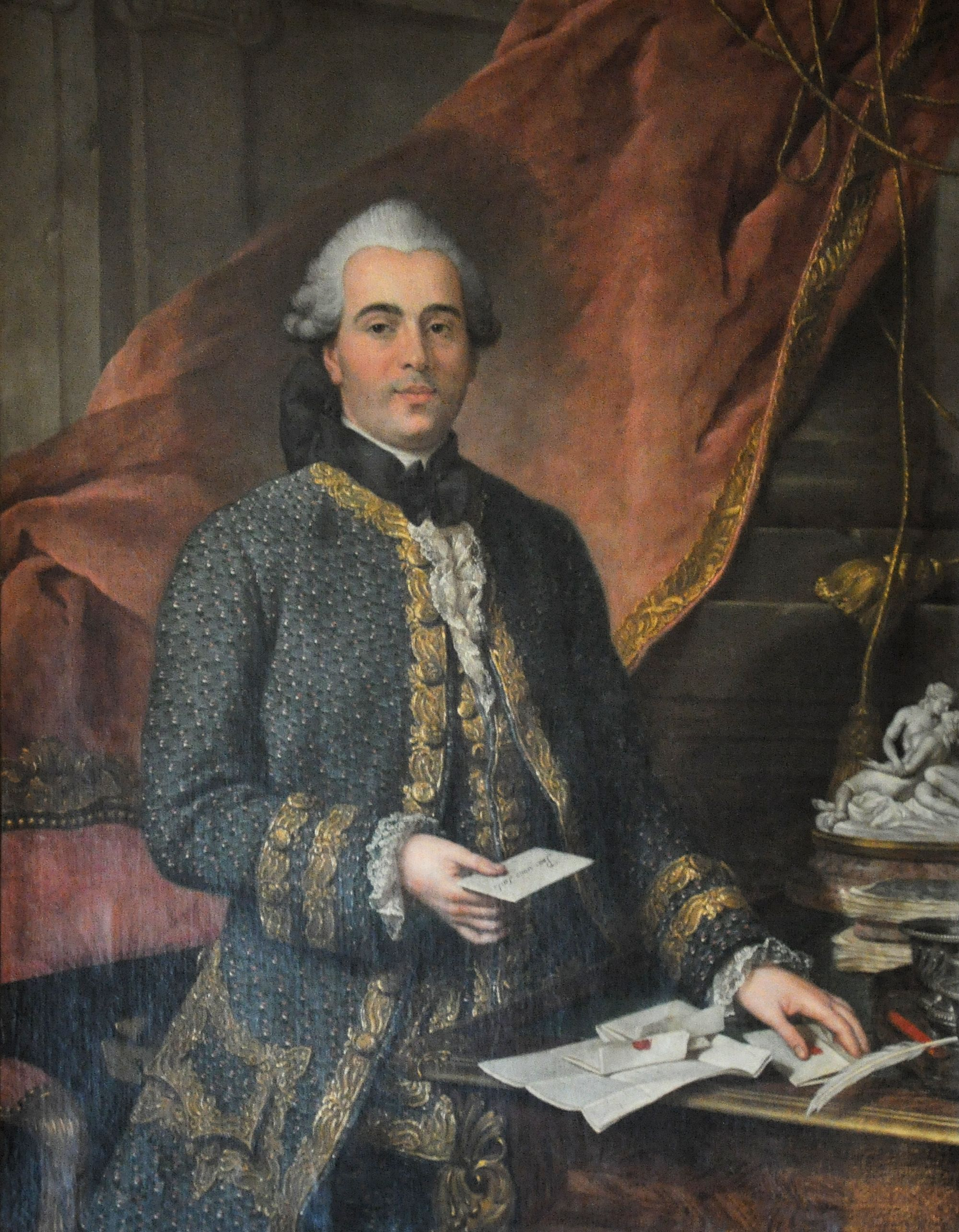
Portrait de Jacques de Flesselles par Donat Nonnotte (1768), musée Carnavalet, Paris.

## Alliances
Alliances avec les maisons d'Elbène, Hurault de l'Hospilal, de Louvencourt, de Machault, etc.

## Sources, notes
- D'Hozier: Armorial général, ou Registres de la noblesse de France, p. 285-290, Volume 5, 1764
- Philippe Le Bas: Dictionnaire encyclopédique, Volume 8, Firmin Didot frères, 1842
- Paul Roger: Noblesse et chevalerie du comté de Flandre, d'Artois et de Picardie, Imp. Duval&Herment, Amiens, 1843

1. ↑  Ordonnance concernant les requêtes en diminution d'articles des rôles des Vingtièmes, du 30 novembre 1768